# Okartowo-Tartak
Okartowo-Tartak ist ein kleiner Ort in der polnischen Woiwodschaft Ermland-Masuren, der zur Gmina Orzysz (Stadt- und Landgemeinde Arys) im Powiat Piski (Kreis Johannisburg) gehört.
Okartowo-Tartak liegt in der östlichen Woiwodschaft Ermland-Masuren, östlich des Dorfes Okartowo (Eckersberg). Sein Name (das Polnische „Tartak“ bezeichnet ein „Sägewerk“) lässt auf einen Industriebetrieb schließen, um den sich eine kleine Wohnsiedlung (polnisch „Osada“ = „Weiler“) rankt. Aus der Zeit vor 1945 gibt es für den Ort keine Belege, so dass er wohl erst in der Nachkriegszeit entstanden ist. Der Name deutet auf seine Zugehörigkeit zum Nachbarort Okartowo hin, in dessen Schulzenamtsbezirk (polnisch Sołectwo) er heute auch eingegliedert ist. Somit gehört Okartowo-Tartak zur Stadt- und Landgemeinde Orzysz im Powiat Piski, bis 1998 der Woiwodschaft Suwałki, seither der Woiwodschaft Ermland-Masuren zugehörig.
Okartowo-Tartak ist in die katholische Pfarrei Okartowo im Bistum Ełk der römisch-katholischen Kirche in Polen bzw. in die evangelische Pfarrei Pisz (deutsch Johannisburg) in der Diözese Masuren der Evangelisch-Augsburgischen Kirche in Polen eingepfarrt.
Nördlich von Okartowo-Tartak führt die nicht mehr regulär befahrene Bahnstrecke Czerwonka–Ełk (deutsch Rothfließ–Lyck) vorbei. Die nächste Bahnstation ist Okartowo mit Halt in Okartowo-Przystanek. Der Ort liegt an der bedeutenden Ost-West-Verkehrsachse der polnischen Landesstraße 16. Innerorts endet die Nebenstraße 1849N, die von der Landesstraße 63 über Nowe Guty (Gutten (E), 1935 bis 1945 Seegutten) nach hier verläuft.